# Wojtowicz Richárd
Wojtowicz Richárd (Komárom, 1888 - ?) csehszlovákiai magyar, komáromi fényképész, nyilas vezető.

## Élete
Apja Wojtowicz Simon (1843-1925) főfegyvermester, örökbefogadott testvérei Fogt Károly és Marton Sándorné Fogt Anna voltak.
1897-1902 között a komáromi bencéseknél tanult. Előbb Bécsben volt műterme, majd 1910 októberében Komáromban nyitott műtermet. Állítólag részt vett az első világháborúban. 1919 őszén a műtermét a Megye utca 9-ből a Klapka tér 7. alatti ház udvarába helyezte át. 1926-tól a magyar bizalmi szolgálatnak adatokat szolgáltatott. 1927 novemberétől bevezettette az áramot is. Gútán is létesített fiókműtermet. Fényképezőgépeket is árusított.
1934-ben a komáromi cserkészcsapat 20. évfordulójának zászlószentelésén is részt vett, a zászlóba szöget verők közt is jelen volt.
Fiát ifj. Wojtowicz Richárdot (1914) 1936-ban a csehszlovák hatóságok kémkedés vádjával 9 évi börtönbe zárták, melyből 1938 októberében az amnesztia-rendelet folytán szabadult. Ellene is vádat emeltek, de bizonyítékok hiányában felmentették. Megfigyelés alatt volt, s a katonaságnak megtiltották, hogy a műtermét látogassák. Fia önállósult és az Egyesült Magyar Párt tagja volt.
Megyei nyilasvezér, fia pedig a helyettese lett. A nyilas vezetők fényképeit is készítette. A nyilas hatalomátvétel után Komárom-, Nyitra-, Pozsony-, Esztergom és Bars-Hont vármegyék kinevezett megbízottja lett. Az ő felelősségük, hogy az áthaladó addig visszatartott zsidó transzportokon felül Alapy Gáspár korábbi polgármester is koncentrációs táborban fejezte be életét. Elfogták Szurovy Tibor betegpénztári tisztviselőt, Csukás István városi főjegyzőt és Nagy Nándor (1881-1953) főispánt is. A második világháború végén Wojtowiczék Venezuelába menekültek. A csehszlovák népbíróság távollétében golyó általi halálra, feleségét életfogytiglani, fiát 30 év szabadságvesztésre ítélte.

## Elismerései
- 1941 Nemzetvédelmi Kereszt[13]